# Port lotniczy Lalibela
Port lotniczy Lalibela (kod IATA: LLI, kod ICAO: HALL) – etiopskie lotnisko obsługujące Lalibelę.

## Linie lotnicze i połączenia
| Linia Lotnicza     | Kierunek                                       |
| ------------------ | ---------------------------------------------- |
| Ethiopian Airlines | 1. Addis Abeba 2. Aksum 3. Bahyr Dar 4. Gonder |